# Jörg Döpper
Jörg Döpper (* 20. Mai 1942 in Neutitschein) ist ein deutscher Politiker (CDU).

## Leben
Nach dem Schulabschluss 1959 absolvierte Jörg Döpper eine Verwaltungslehre bei der Allgemeinen Ortskrankenkasse. 1969 legte er die zweite Verwaltungsprüfung zum Krankenkassenbetriebswirt ab. Von 1970 bis 2005 war er Abteilungsleiter bei der Innungskrankenkasse Baden-Württemberg. Döpper ist verheiratet und hat zwei Kinder.

## Politik
Seit 1984 ist Döpper Mitglied des Gemeinderates von Neuffen und wurde 1989 ehrenamtlicher Stellvertreter des Neuffener Bürgermeisters. Döpper war  Mitglied des Kreistages des Landkreises Esslingen und von 1992 bis 2011 Abgeordneter des Landtags von Baden-Württemberg. Dort vertrat Döpper den Wahlkreis 9 Nürtingen und war seit 2001 Vorsitzender des Petitionsausschusses.